# Alexandre Ostrovski
Alexandre Nicoláievitch Ostrovski, em russo: Алекса́ндр Никола́евич Остро́вский (Moscou, 12 de abril de 1823 — Kostroma, 14 de junho de 1886) foi um dramaturgo russo, considerado o grande representante do Realismo russo de seu tempo. Autor de 47 obras originais, Ostrovski criou um repertório nacional praticamente sozinho. Seus dramas estão entre os mais lidos do país.